# Roger Brown
Roger William Brown (14. dubna 1925, Detroit – 11. prosince 1997, Cambridge) byl americký psycholog, představitel sociální psychologie a psycholingvistiky, 34. nejcitovanější psycholog 20. století.
Proslul především svými výzkumy vývoje jazyka v dětství, ve vývoji dětské řeči rozlišil pět stádií. K jeho žákům patřil například Steven Pinker, který Browna označil za "nejlepšího spisovatele v psychologii od dob Williama Jamese".
Zabýval se též fenoménem paměti, napsal například populární práci o vzpomínkách na chvíle historických předělů ("kde jste byli, když jste se dozvěděli o zastřelení Kennedyho" apod.) či o fenoménu "mám to na jazyku".
Hlásil se otevřeně k homosexualitě, jeho partnerem byl 40 let profesor angličtiny na Bostonské univerzitě Albert Gilman. S ním také napsal studii o roli vykání a tykání v jazyce.